# Marcelo Padilha Gonçalves
Marcelo Padilha Gonçalves, meglio noto con lo pseudonimo Marcelinho (Campina da Lagoa, 5 agosto 1989), è un giocatore di calcio a 5 brasiliano naturalizzato italiano.

## Carriera
Pivot mancino molto mobile e, all'occorrenza laterale offensivo, cresce nel settore giovanile del Carlos Barbosa per poi trasferirsi, raggiunta la maggiore età, al Miracolo Piceno militante nella Serie B italiana. La stagione seguente viene acquistato dal Kaos Futsal che lo inserisce nella propria formazione Under-21, con la quale vince una Coppa Italia e uno scudetto di categoria. Nel dicembre del 2012 è mandato in prestito alla Reggiana in Serie A2 e, nella stagione seguente al Fabrizio nella medesima categoria. Qui Marcelinho ha la possibilità di giocare con continuità formando insieme al compagno di reparto Vieira, una affiatata coppia offensiva. Le 26 reti realizzate nella stagione regolare convincono il Napoli a investire su di lui, ottenendo dal Kaos il prestito del giocatore per la stagione 2014-15. La parentesi partenopea in Serie A non si rivela particolarmente felice: dopo appena qualche mese il giocatore è girato all'Isola in Serie A2. Nella stagione seguente il giocatore migliora il suo record di reti nella seconda serie, vincendo la classifica marcatori con 32 reti e trascinando i laziali alla promozione nella massima serie.

## Palmarès

### Competizioni giovanili
- Campionato italiano Under-21: 1
Kaos: 2010-11
- Coppa Italia Under-21: 1
Kaos: 2009-10

### Competizioni nazionali
- Campionato italiano: 2

Italservice: 2018-19, 2020-21
- Coppa Italia: 1

Italservice: 2020-21
- Campionato di Serie A2: 1

Isola: 2015-16 (girone B)
- Supercoppa italiana: 1

Italservice: 2019

### Individuale
- Capocannoniere della Serie A: 2

2016-17 (24 gol)
2022-23 (32 gol)
- Capocannoniere della Coppa Italia: 1

2023-2024 (9 gol, record)
- Capocannoniere della Serie A2: 1

2015-16 (32 gol)